# Centro polifunzionale per servizi alle imprese
Il Centro polifunzionale per servizi alle imprese (UNISER) è un edificio già a uso industriale situato in via Sandro Pertini a Pistoia, nell'area ex Breda. Ospita il polo universitario pistoiese dell'Università degli Studi di Firenze.

## Storia
L'area ex Breda è localizzata appena fuori dalla cinta muraria del centro storico di Pistoia. Questo insediamento produttivo insiste su un appezzamento di terreno di circa 18 ettari nelle vicinanze dei maggiori assi di collegamento con il territorio circostante, risulta caratterizzato infatti dalla concentrazione di svincoli viari, tangenziale, autostrada Firenze-Mare e scalo ferroviario.
Agli inizi del novecento il complesso meccanico San Giorgio di Genova Sestri inoltra al Comune di Pistoia la richiesta per poter impiantare uno stabilimento nella nascente zona industriale tra le mura e lo scalo merci. Infatti tale espansione di aree produttive, determinata dal passaggio della linea ferroviaria, spostò il baricentro degli interessi economici nella zona a sud della città. Il 27 settembre 1906 il Comune approva la richiesta della società ligure, che rileva la carrozzeria Trinci e fonda a Pistoia un insediamento industriale per la produzione di carrozze da cavalli, poi carrozzerie per auto e quindi per riparazioni ferroviarie. La denominazione originaria Officine San Giorgio, negli anni è stata modificata in OMFP (Officine Meccaniche Ferroviarie Pistoiesi) e successivamente Breda Ferroviarie Pistoiesi.
L'area ex Breda copre una superficie compatta di 180.000 m², che si estende fuori dal lato sud del quadrilatero della città di Pistoia, tra via Pacinotti e via Zamenhof.
L'area dismessa dalla sua originaria funzione, dopo il trasferimento della fabbrica nel nuovo stabilimento, è stata negli anni interessata da studi progettuali mirati al recupero dei padiglioni industriali degradati. Nel 1976 l'area, divenuta in parte di proprietà del Comune di Pistoia, è stata oggetto di un piano particolareggiato redatto dagli architetti Baldi e Negrin.
Tra il 1984 e il 1985 l'architetto Giancarlo De Carlo in collaborazione con il gruppo di progettisti dell'ILAUD elabora per il Comune un piano di ristrutturazione studiato con una metodologia di intervento innovativa di partecipazione sociale, che tiene conto inoltre della necessità di collegare l'area al resto della città attraverso la previsione di un percorso lineare attrezzato lungo le mura cittadine.
Nel 1988 il Comune indice un appalto concorso per la riconversione e la ristrutturazione di due capannoni industriali, per una superficie di 2.000 m², da destinare a centro polifunzionale. Il progetto vincitore, del gruppo di progettisti costituito dagli architetti Alberto Breschi, Eugenio Martera e Paolo Setti, rappresenta il primo banco di prova attuativo del piano di ristrutturazione dell'area ex Breda elaborato pochi anni prima da Giancarlo De Carlo.
L'intervento, che interessa i due capannoni adiacenti quello più esteso dell'intero complesso denominato La Cattedrale, è stato completato nel 1992, ridestinando ad uso polivalente a carattere espositivo i due capannoni nel rispetto della memoria di un luogo di lavoro storico. Le soluzioni formali prescelte mirano ad ottenere una contemporanea leggibilità e integrazione tra preesistenza e nuovi inserimenti.
La sede ospita il centro multidisciplinare UNISER con il polo universitario pistoiese, affiliato all'Università degli Studi di Firenze.

## Descrizione
All'interno dei due capannoni è stato realizzato un piano espositivo intermedio con funzione di collegamento tra i due capannoni attigui, che senza compromettere la spazialità dell'insieme, permette una più razionale utilizzazione degli spazi interni. L'inserimento di tale elemento strutturale serve a circoscrivere la zona che ha la copertura a capriate con lucernari e viene utilizzato per accogliere al piano terra e alla quota intermedia quei servizi ed attrezzature accessorie indispensabili in un complesso espositivo di queste dimensioni.
Questo nuovo solaio in cemento armato è composto da due settori, sfalsati di 30 cm l'uno dall'altro per differenziarne l'utilizzazione senza interromperne la continuità.
La prima parte, più larga verso l'ingresso principale, ha una funzione distributiva più accentuata in quanto è destinata ad accogliere oltre i servizi il gruppo dei collegamenti verticali con il piano sovrastante degli uffici, ed è strettamente connesso, tramite due diramazioni a ponte, di cui uno mobile, alla 'cattedrale' non ancora recuperata.
La seconda parte con estradosso a quota +330 è destinata all'esposizione e si sviluppa fino ad un successivo gruppo scale di unione con il piano terra, fino a concludersi, nell'altra zona destinata a servizi adiacente all'ascensore - montacarichi e al passaggio mobile che chiude l'anello.
I pilastri di forma circolare che sorreggono il solaio sono distanziati da quelli esistenti secondo una logica strutturale e dimensionale, e risultano raccordati tra loro da una lamiera convessa per accentuare la direzionalità della struttura, si pongono in un rapporto equilibrato di chiara leggibilità con la pilastratura esistente di diversa sezione.
La pavimentazione del piano terra è realizzata in colate di cemento battuto scandite da fughe in pietra di colore grigio scuro secondo uno schema che segue la trama strutturale dei pilastri. Le scale, ad esclusione di quella esistente mantenuta e restaurata, hanno struttura e corrimano in metallo trattato di colore scuro e pedate in legno.
Al primo piano del capannone maggiore, destinato agli uffici, un corridoio unisce i collegamenti verticali posti alle estremità; al centro è collocata una sala riunioni in corrispondenza della quale il corridoio si apre in uno slargo con funzioni di rappresentanza o di attesa. Tutto il piano destinato agli uffici è stato controsoffittato per consentire un agevole passaggio degli impianti e interamente pavimentato in legno; gli ambienti interni sono suddivisi da pareti attrezzate.
In corrispondenza delle scale e dell'ascensore che conducono al piano espositivo si trovano i servizi igienici.

### Prospetto principale
Sul prospetto principale è stato ricavato un porticato esteso ad ambedue i capannoni mediante la costruzione di una facciata arretrata rispetto a quella preesistente. La facciata continua esterna ai pilastri è suddivisa in tre parti: una maglia che segue l'andamento delle capriate nella zona con gli ingressi principali, una parete in cemento armato trattato in corrispondenza della scala interna ed un infisso con disegno rettangolare nella parte terminale riproponendo anche all'esterno la soluzione architettonica adottata all'interno.
Il prospetto sul retro è caratterizzato oltre che dagli ingressi secondari che sono stati mantenuti, anche dalla presenza dei locali per gli impianti tecnici, inglobati nella soluzione compositiva dell'ascensore esterno che si raccorda con la copertura attraverso un elemento curvo di mediazione.

### Prospetto laterale
Il prospetto laterale mantiene essenzialmente le caratteristiche di quello esistente, conservando in gran parte la tipologia delle aperture esterne per dimensioni e materiali proposti. Le varianti apportate sono state suggerite per accentuare il rapporto tra esterno ed interno; al piano terra le aperture delle finestre sono regolarizzate e leggermente ridotte per impedire l'introspezione dall'esterno. In corrispondenza della scala d'angolo sono previste aperture di forma circolare, che si differenziano da quelle della zona centrale e al piano superiore un balcone dall'andamento convesso che proietta all'esterno l'aggregazione funzionale del corridoio di distribuzione.
Tutti gli impianti tecnologici sono lasciati a vista; inoltre è stata mantenuta la soluzione del pannello radiante per il sistema di riscaldamento, utilizzando dove si è dimostrato possibile gli stessi supporti del vecchio impianto.